# The Umbersun
The Umbersun es el cuarto álbum de la banda de neoclassical darkwave Elend. Es el tercer y último álbum de la trilogía Officium Tenebrarum.

## Listado de pistas
| N.º   | Título                       | Duración |  |
| 1.    | «Du Tréfonds des Ténèbres»   | 10:44    |  |
| 2.    | «Melpomene»                  | 10:26    |  |
| 3.    | «Moon of Amber»              | 6:12     |  |
| 4.    | «Apocalypse»                 | 9:14     |  |
| 5.    | «Umbra»                      | 8:43     |  |
| 6.    | «The Umbersun»               | 5:46     |  |
| 7.    | «In the Embrasure of Heaven» | 5:53     |  |
| 8.    | «The Wake of the Angel»      | 4:46     |  |
| 9.    | «Au Tréfonds des Ténèbres»   | 5:04     |  |
| 66:48 |                              |          |  |

## Músicos

### Sopranos
Tricia Bentley, Hilary Brennan, Rachael Clegg, Bridget Corderoy, Carolynne Cox, Sally Donegani, Alison Eden, Karen Filsell, Claire Hills, Rachel King, Felice Kuin, Wendy Norman, Kathy Willis y Olivia Maffett.

### Altos
Debbie Bright, Kathryn Cook, Denise Fabb, Victoria Kendall, Katy Meiklejohn, Yvette Miller, Fiona Robinson, Hatty Webb y Lorna Youngs.

### Bajos
Tim Bull, Tim Colbourn, Peter da Costa, Mark Fenton y Michael King.

### Director
Peter Broadbent.

### Solo soprano
Nathalie Barbary.

### Voz femenina susurrada
Alison Eden
Todas las demás voces, instrumentos, secuenciación, programación y edición de sonido son obra de Iskandar Hasnawi, Sébastien Roland y Renaud Tschirner.